# Beilschmiedia wilczekii
Beilschmiedia wilczekii là loài thực vật có hoa trong họ Nguyệt quế. Loài này được Fouilloy miêu tả khoa học đầu tiên năm 1964.